# Captain Easy
Captain Easy è un personaggio creato nel 1929 dal disegnatore statunitense Roy Crane e protagonista di una omonima serie di storie a fumetti a strisce di genere comico/avventuroso pubblicate ininterrottamente fino al 1988.

## Storia editoriale
La sua prima apparizione risale al 6 febbraio 1929 quando Captain Easy, alter ego del personaggio di William Lee, esordì nella serie a fumetti Wash Tubbs, una striscia disegnata dallo stesso Crane che aveva come protagonista un giovane ragazzo alle prese con numerose avventure, la maggior parte delle volte prettamente umoristiche. Dal 1933, Captain Easy diventerà il protagonista della striscia che cambierà nome in "Captain Easy, Soldier of Fortune", relegando il personaggio di Wash Tubbs sempre più a comprimario e spingendo la serie verso un tono più serio, non disdegnando però l'ironia e l'umorismo.
Nel 1943 Crane decide di abbandonare la striscia per creare Buz Sawyer, (un altro eroe molto simile a Captain Easy) per il King Features Syndicate per avere una serie della quale poterne mantenere i diritti e la distribuzione in quanto sia Captain Easy che Wash Tubbs erano di proprietà esclusiva della NEA (Newspaper Enterprise Association), che ne distribuiva le strisce ai quotidiani negli Usa.
Dopo l'abbandono di Crane la striscia fu quindi affidata a Leslie Turner che se ne occupò dal 1943 al 1969, mantenendone inalterata l'atmosfera e caratterizzando maggiormente il personaggio. Turner fu coadiuvato nel suo lavoro dall'assistente Walt Scott che si occupò delle tavole domenicale fino al 1960 quando venne sostituito da Mel Graff. Dopo il ritiro di Turner nel 1970 la serie venne affidata a Jim Lawrence che si occupava dei testi e a Bill Crooks per i disegni. Nel 1982 la striscia fu infine affidata a Mick Casale che se ne occupò fino alla sua conclusione nel 1988.

### Edizione italiana
In Italia esordì nel 1947 come Capitan Salvagente su varie testate della casa editrice Nerbini; dopo vent'anni di silenzio ricompare nel 1967 come Captain Easy in appendice a il Cavernicolo Uup dell'editrice Comic Art. Negli anni settanta l'editoriale Dardo gli dedicò un volume monografico. Negli anni ottanta la nuova Comic Art ne ripropose le strisce giornaliere in volume.

## Trama
William Lee, detto Capitan Easy è un moderno capitano di ventura espulso da West Point perché ingiustamente accusato di furto. Dotato di possente mascella quadrata e naso aquilino conosce l'occhialuto e petulante Wash Tubbs in un reame da operetta. Dopo essere stato un G-Man e un agente dell'Air Force durante la seconda guerra mondiale diventa l'uomo di fiducia di un ricco industriale suocero di Wash Tubbs.
Nel corso degli anni Captain Easy affrontò numerose avventure che lo videro impegnato anche sui fronti caldi come nella seconda guerra mondiale. In seguito Easy divenne un investigatore privato con al fianco il sempre fedele Wash Tubbs e la bella Ducey Wilde, impegnati a risolvere intrighi polizieschi ben delineati dagli autori e che mantenevano la striscia a livelli più che buoni.